# Oxigênio dissolvido no oceano

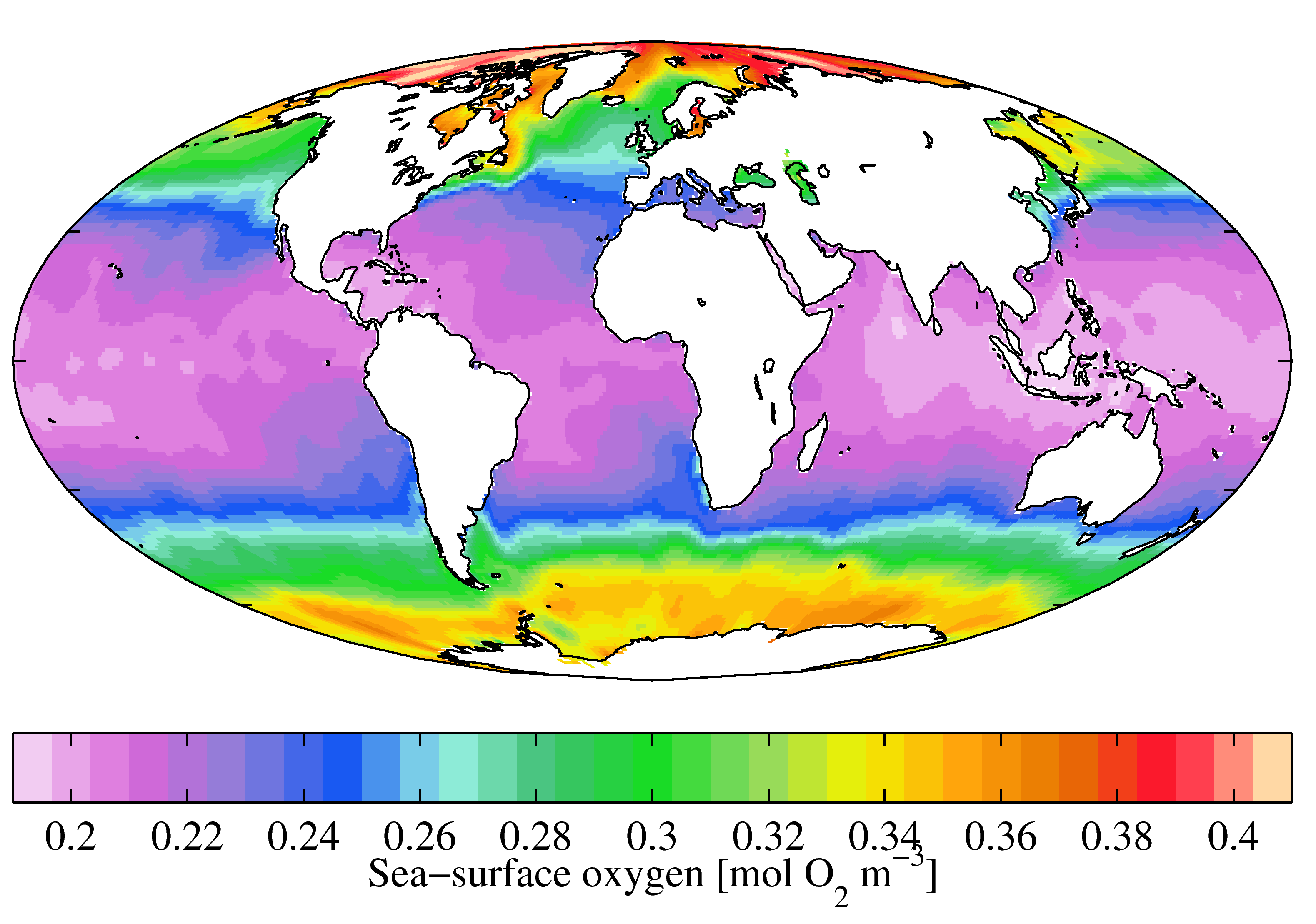
Oxigênio dissolvido na superfície dos oceanos

Oxigênio dissolvido no oceano é a quantidade do gás oxigênio que encontra-se dissolvida na água do mar. Essa quantidade pode ser expressa em termos absolutos (por exemplo, em miligramas de oxigênio por quilograma de água do mar) ou relativos (por exemplo, em percentual de saturação do oxigênio dissolvido na água do mar). O oxigênio é um dos gases mais importantes nos oceanos. Seu estudo é fundamental para a compreensão de fenômenos em diferentes áreas do conhecimento, como os processos advectivos de transporte de massas de água (estudados pelos oceanógrafos físicos) e os processos de fotossíntese e respiração (investigados pelos biólogos, oceanógrafos e ecólogos).

## Saturação do oxigênio
O oxigênio é o segundo gás mais abundante na atmosfera terrestre, com fração molar representando 20,9% de sua composição gasosa (em massa). A partir da Lei de Henry, pode-se deduzir que, no equilíbrio entre oceano e atmosfera, a concentração de um gás dissolvido na água é diretamente proporcional à sua pressão parcial na atmosfera. A solubilidade de um gás na água do mar, entretanto, pode variar em função de três parâmetros: temperatura, salinidade e pressão. Desta forma, a saturação de um gás dissolvido na água do mar é calculada levando em consideração as condições específicas dessas três variáveis físicas em determinada parcela de água. A equação a seguir expressa o cálculo da saturação de oxigênio dissolvido no oceano:
{\displaystyle \sigma _{OD}={\frac {OD}{OD^{*}}}\times 100}
onde σOD é a saturação do oxigênio dissolvido na água do mar (%), OD é a concentração medida de oxigênio dissolvido na água do mar e OD* é a concentração de saturação do oxigênio dissolvido na água do mar (que depende das condições de temperatura, salinidade e pressão da parcela de água).
A partir do resultado desse cálculo, a água do mar pode ser classificada como subsaturada (σOD < 100%), saturada (σOD = 100%) ou supersaturada (σOD > 100%) com relação ao oxigênio dissolvido. Na superfície do oceano, de forma geral, a saturação de oxigênio dissolvido é em média 103%. Em áreas de ressurgência, a água do mar geralmente é subsaturada devido ao afloramento de massas de água subsuperficiais. 

## Fatores que influenciam a distribuição de oxigênio no oceano

### Interação oceano-atmosfera
A interface entre oceano e atmosfera confere características peculiares à região mais superficial da coluna de água marinha, conhecida como camada de mistura. Nesta camada, o oxigênio dissolvido na água encontra-se ligeiramente supersaturado. Tal fato é motivado principalmente pela atividade fotossintética que libera oxigênio na água e complementado pela injeção de bolhas de ar na coluna de água, especialmente durante tempestades que promovem a quebra de ondas na superfície do mar. 

### Subsidência de massas de água

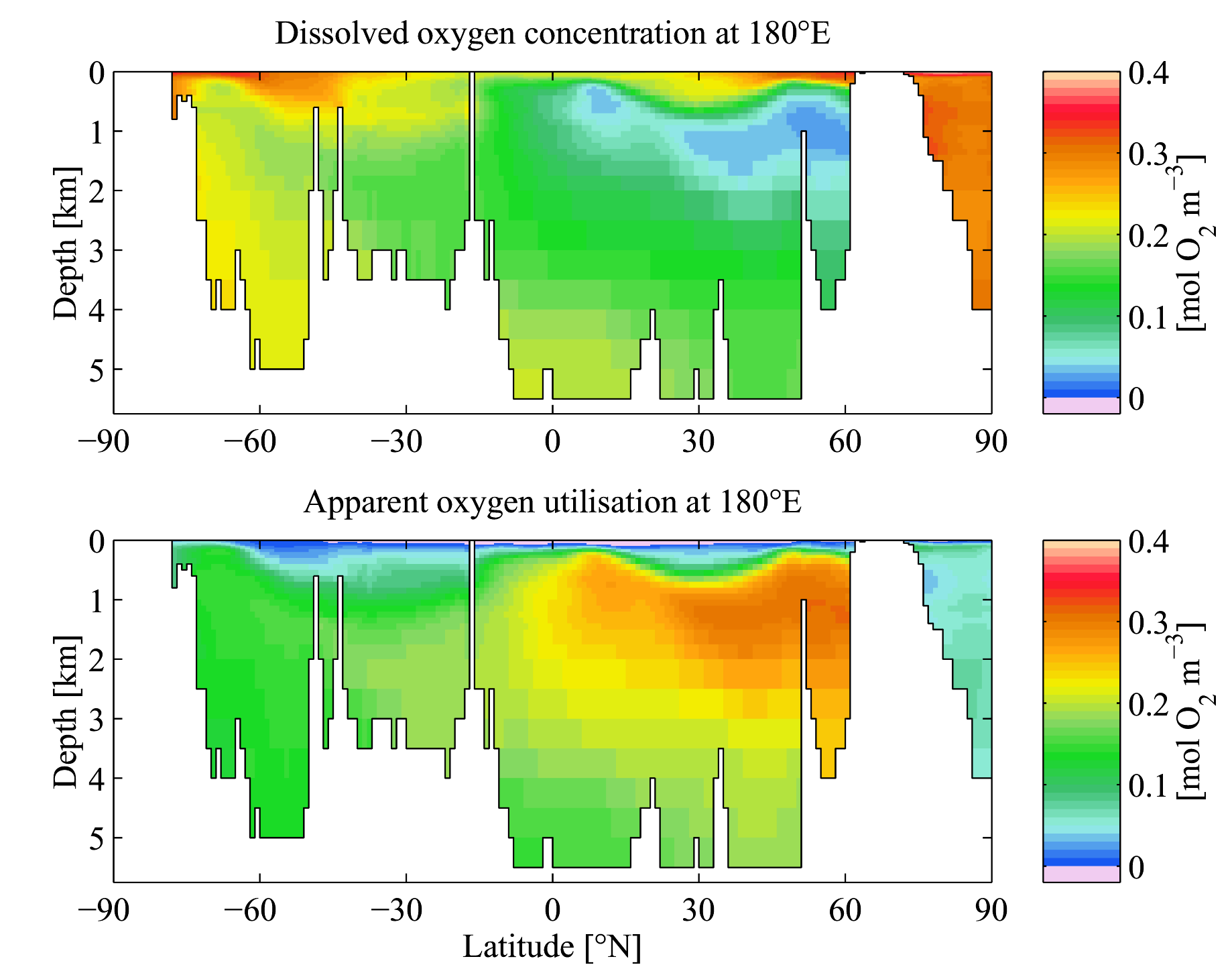
Seções de oxigênio dissolvido no oceano

A subsidência de massas de água ricas em oxigênio permite que regiões profundas tenham elevada concentração desse gás. A intrusão da Água Intermediária Antártica e Ártica apresenta seus efeitos sensíveis desde a superfície até aproximadamente 900 metros de profundidade.[carece de fontes?] A Água Profunda do Atlântico Norte (APAN) se diferencia por ser uma massa de água rica em oxigênio desde a superfície até 2000 m de profundidade a 60º N.[carece de fontes?] Essa massa de água perde oxigênio dissolvido à medida que flui em direção ao hemisfério sul e, posteriormente, em direção aos oceanos Pacífico e Índico.[carece de fontes?] Isso ocorre devido aos processos de decomposição da matéria orgânica depois que as massas de água perdem contato com a superfície. A Água de Fundo Antártica também apresenta elevadas concentrações de oxigênio dissolvido no Oceano Austral.[carece de fontes?] A Água Intermediária do Pacífico Norte é mais pobre em oxigênio dissolvido quando comparada com massas de água em profundidades semelhantes no Atlântico Norte.[carece de fontes?]

### Fotossíntese
Em toda a zona fótica da coluna de água marinha ocorre atividade fotossintética. A presença de organismos fitoplanctônicos, macroalgas e fanerógamas marinhas permite que as concentrações de oxigênio dissolvido na água permaneçam altas nessa região.
Próximo ao limite da zona fótica é observado um equilíbrio entre a quantidade de oxigênio liberada pelo fitoplâncton através da fotossíntese e a quantidade de oxigênio consumida na respiração de organismos autotróficos e heterotróficos.[carece de fontes?] A profundidade na qual este equilíbrio ocorre é conhecida como profundidade de compensação. A reação abaixo expressa a relação entre fotossíntese (reação deslocando-se da esquerda para a direita) e respiração (reação deslocando-se da direita para a esquerda).
{\displaystyle CO_{2}+H_{2}O\rightleftharpoons CH_{2}O+O_{2}}

### Respiração e oxidação da matéria orgânica
Processos respiratórios diminuem a concentração de oxigênio disponível na coluna de água. No oceano profundo, o oxigênio é consumido pela respiração de organismos vivos e pela decomposição microbiana de detritos orgânicos (oxidação da matéria orgânica). No entanto, não há reposição desse oxigênio porque os processos fotossintéticos são inexistentes na zona afótica e os processos quimiossintéticos são negligíveis quando comparados ao volume de água do oceano profundo. As menores concentrações de oxigênio dissolvido nas bacias oceânicas são observadas na base da termoclina permanente, geralmente próxima a 1000 metros de profundidade. Nessas zonas, a oxidação de matéria orgânica é intensa devido ao acúmulo de detritos orgânicos provenientes da superfície que, devido à sua baixa densidade, não conseguem atravessar completamente a termoclina em direção ao leito oceânico. Em algumas áreas, como o Pacífico Norte, a base da termoclina permanente é bastante deficiente em oxigênio, podendo chegar a casos extremos de anoxia.[carece de fontes?] Abaixo de 1000 m de profundidade, os níveis de oxigênio dissolvido na água são maiores do que na base da termoclina, devido à subsidência de massas de água e a circulação termohalina.

## Utilização aparente do oxigênio

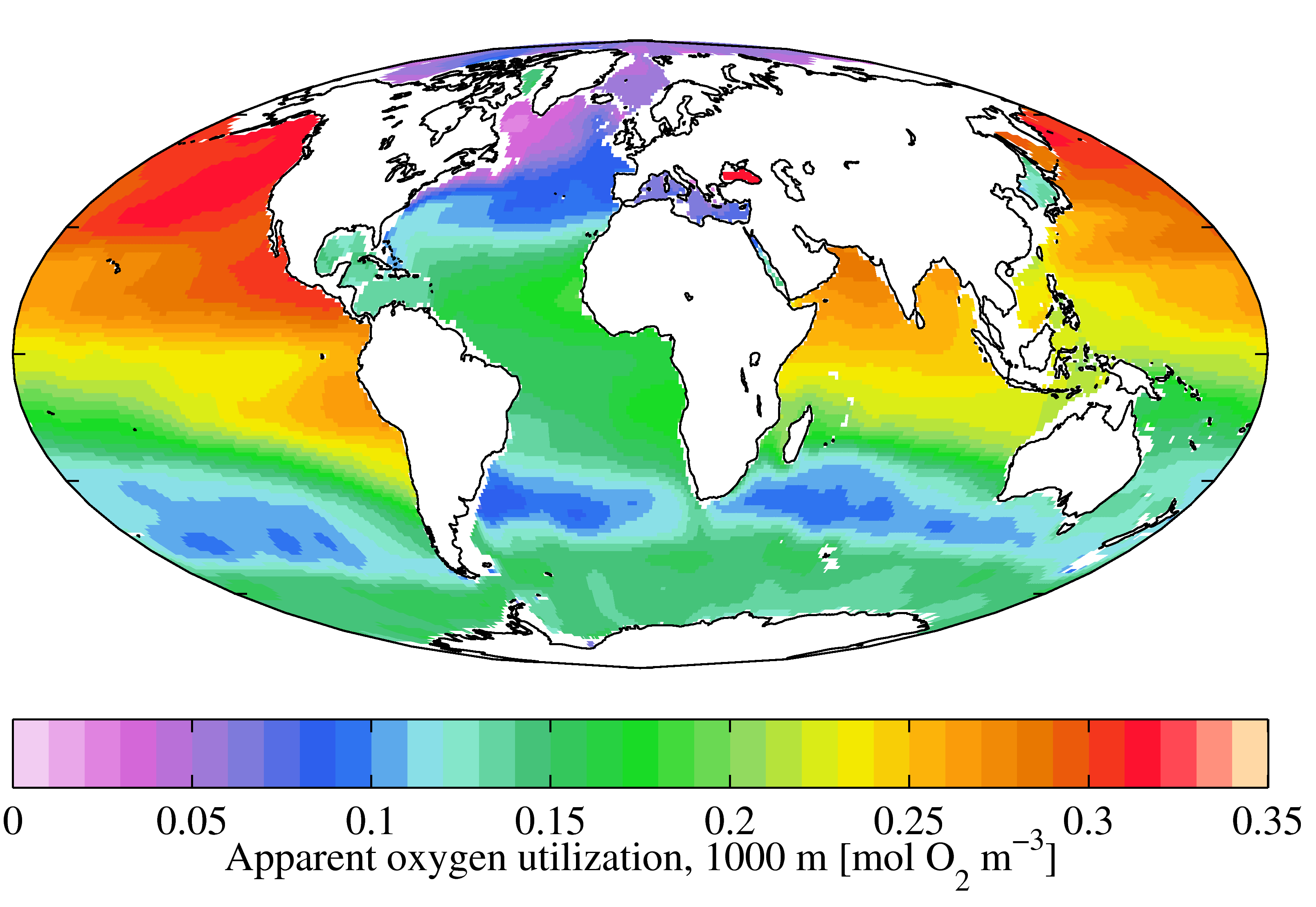
Utilização aparente de oxigênio a 1000 m de profundidade no oceano global

A utilização aparente do oxigênio (UAO) expressa a diferença entre a concentração de saturação de oxigênio (no equilíbrio entre oceano e atmosfera) e a concentração medida na água do mar (em determinada condição de salinidade, temperatura e pressão). Esse conceito permite estimar a quantidade de oxigênio dissolvido que foi consumida por processos respiratórios depois que a massa de água perdeu contato com a atmosfera. A equação abaixo expressa o cálculo da UAO:
{\displaystyle UAO=[O_{2}]^{*}-[O_{2}]_{m}}
onde [O2]* é a concentração de saturação do oxigênio dissolvido na água do mar (antes da perda de contato com a atmosfera, ou seja, antes da subsidência da massa de água) e [O2]m é a concentração medida de oxigênio dissolvido em uma massa de água profunda.

### Distribuição da UAO no oceano profundo
No oceano profundo, em torno da isóbata de 4000 m, os valores de UAO no Atlântico Norte estão próximos de 50 μmol/kg e aumentam em direção aos oceanos Índico e Pacífico conforme o deslocamento de massas de água profundas que se movimentam de acordo com a circulação termohalina. Assim, seus valores mais elevados são observados no Pacífico Norte, onde a UAO chega a 190 μmol/kg. Esse aumento na utilização do oxigênio em águas profundas segue o mesmo padrão de aumento nas concentrações de nutrientes (por exemplo, nitrato e fosfato), pois resulta da mineralização da matéria orgânica particulada proveniente da superfície.

## Determinação de oxigênio dissolvido na água
O método químico para determinação de oxigênio dissolvido na água do mar foi desenvolvido por Winkler em 1888 e modificado por Carpenter em 1965.[carece de fontes?] Após a coleta, a amostra de água deve ser imediatamente fixada com sulfato de manganês (MnSO4) em meio alcalino. A reação entre manganês e íons oxidrila forma hidróxido de manganês:
{\displaystyle Mn^{2+}+2OH^{-}\longrightarrow Mn(OH)_{2}}
O hidróxido de manganês reage com o oxigênio dissolvido na água para formar um composto de manganês tetravalente, que precipita na forma de sólido:
{\displaystyle 2Mn(OH)_{2}+O_{2}\longrightarrow 2MnO(OH)_{2}(s)}
Desta forma o oxigênio é fixado. Em seguida, a amostra é titulada em meio ácido (para dissolução do precipitado) na presença de excesso de iodo. O composto de manganês tetravalente oxida íons iodeto (I-) em iodo molecular (I2):
{\displaystyle MnO(OH)_{2}+4H^{+}+2I^{-}\longrightarrow Mn^{2+}+I_{2}+3H_{2}O}
O iodo molecular é estabilizado pela formação de I3- com o excesso de íons iodeto:
{\displaystyle I_{2}+I^{-}\longrightarrow {I_{3}}^{-}}
 A quantidade de I3- formado é equivalente à de quantidade de oxigênio dissolvido que havia na solução, sendo determinado pela titulação com tiossulfato de sódio:
{\displaystyle {I_{3}}^{-}+2S_{2}{O_{3}}^{2-}\longrightarrow 3I^{-}+S_{4}{O_{6}}^{2-}}
A concentração de oxigênio dissolvido na água pode também ser medida por meio de cromatografia gasosa e sensor de oxigênio. Este último geralmente é acoplado em sondas multiparamétricas ou CTDs a fim de obter perfis verticais contínuos de oxigênio dissolvido na água do mar.